# Calamoceratidae
Calamoceratidae  (лат.) — семейство ручейников подотряда Integripalpia.

## Распространение
Тропики и субтропики. В России 2 рода и 2 вида. В ископаемом состоянии семейство известно из нижнего мела Англии, а также из верхнемеловых таймырского и бирманского янтарей.

## Описание
Крупного и среднего размера ручейники, размах крыльев 20—50 мм. Нижнечелюстные щупики состоят из 5 ил 6 члеников. Число шпор на передних, средних и задних ногах чаще равно 2, 2(4) и 2(4) соответственно. Личинки живут на водных растениях и детрите на дне водоёмов разного типа (стоячих или с медленно текучей водой); детритофаги.

## Систематика
Свыше 100 видов, около 10 родов.
- Anisocentropus  McLachlan, 1863
- Ascalaphomerus
- Banyallarga
- Calamoceras
- †Calamodontus
- Ganonema
- Georgium
- Heteroplectron
- Murielia
- Phylloicus
- Silvatares